# دهستان سامرانگ
دهستان سامرانگ (به لاتین: Samrang Gewog) یک دهستان در کشور بوتان است که در ناحیهٔ سادروپ جونگخار واقع شده‌است.